# Skrift-skärelav
Skrift-skärelav (Schismatomma graphidioides) är en lavart som först beskrevs av William Allport Leighton och fick sitt nu gällande namn av Alexander Zahlbruckner. 
Skrift-skärelav ingår i släktet Schismatomma och familjen Roccellaceae.  Arten är reproducerande i Sverige. Inga underarter finns listade i Catalogue of Life.